# Шкураков Василь Олександрович
Василь Олександрович Шкураков (нар. 3 травня 1982)  — український економіст, фінансист, заступник міністра фінансів України (2019—2020), перший заступник міністра інфраструктури України (2021—2022), перший заступник міністра розвитку громад, територій та інфраструктури України (2022—2024). Виконував обов'язки міністра розвитку громад, територій та інфраструктури України (05.2024—09.2024). 

## Життєпис

### Освіта
Народився 3 травня 1982 року. Навчався у Харківському фінансово-економічному коледжі. Після його закінчення у 2003 році отримав ступінь бакалавра за спеціальністю «Економіка та підприємництво».
В 2005 році закінчив Український державний університет економіки та фінансів, де отримав ступінь магістра за спеціальністю «Фінанси».

### Професійна діяльність
Протягом 2005—2017 рр. працював на різних посадах в Міністерстві фінансів України. У червні 2017 року  звільнився за власним бажанням з посади директора Департаменту боргової політики Міністерства фінансів України.
З 2017 року по грудень 2018 року працював на посаді заступника генерального директора з економіки та фінансів приватного акціонерного товариства «Укргідроенерго».
18 грудня 2018 року призначений заступником Міністра фінансів.
У серпні 2021 року Шкуракова було призначено першим заступником міністра інфраструктури України, а після переформатування міністерства на міністерство розвитку громад, територій та інфраструктури України він став першим заступником міністра у новому міністерстві. Після переходу Олександра Кубракова на іншу посаду, з 9 травня по 4 вересня 2024 року Шкураков виконував обов'язки міністра, аж до призначення на посаду міністра Олексія Кулеби.
22 листопада 2024 року Кабінет Міністрів України звільнив Василя Шкуракова з посади першого заступника міністра розвитку громад та територій України.